# Такла-Макан
38°54′ пн. ш. 82°12′ сх. д. / 38.9° пн. ш. 82.2° сх. д.
Та́кла-Мака́н — пустеля на заході Китаю в Синьцзян-Уйгурському автономному районі, одна з найбільших піщаних пустель світу. Вона займає центральну частину Таримської западини і вважається однією з найсуворіших пустель на планеті. Площа пустелі становить понад 330 тис. км². Її назва перекладається як «місце, куди увійшов — і не вийшов», що символізує небезпеку і негостинність цієї території.

## Географічне положення
Пустеля Такла-Макан простягається понад 1000 км із заходу на схід і близько 400 км із півночі на південь, займаючи площу понад 330 тис. км², що робить її другою за величиною піщаною пустелею у світі після пустелі Руб-ель-Халі. Вона оточена гірськими системами Куньлунь (на півдні), Тянь-Шань (на північному заході) і Алтинтаг (на сході), які відіграють ключову роль у формуванні природних умов пустелі.

## Геологія
Пустеля Такла-Макан розташована в межах Таримської западини — великої структурної депресії, що утворилася внаслідок тектонічних процесів ще в докембрійську еру. Впродовж палеозою та мезозою ця область була занурена під морем, накопичуючи осадові відклади. Загалом пустеля сформувалася приблизно 300 тис. років тому в умовах тривалої акумуляції опадів в межах Таримської западини. У кайнозої, особливо протягом третинного і четвертинного періодів, почалося активне підняття оточуючих гірських систем й інтенсивне опускання западини, що спричинило накопичення потужної товщі алювіальних відкладів річки Тарим та її приток.
Осадовий чохол Таримської западини сягає 10—15 км у глибину. Фундаментом регіону слугують докембрійські кристалічні породи (граніти, гнейси). Вони перекриваються палеозойськими морськими осадами (вапняками, сланцями і пісковиками) та мезозойськими континентальними і лагунними відклади (червоноколірними пісковиками і глинами). Основою сучасного рельєфу Такла-Макану є кайнозойські алювіальні й еолові осади.
Таримська западина обмежена великими тектонічними розломами, зокрема Тянь-Шанським (на півночі) та Куньлуньським (на півдні). Ці розломи активно діють і сьогодні, що спричиняє часті землетруси. У западині виділяються численні блоки, куполи, антикліналі, які частково впливають на рельєф дюн.

## Рельєф
Поверхня рівнинна, поступово знижується на північ і схід від 1200—1300 м до 800—900 м. На заході над пустелею підносяться поодинокі кряжі заввишки до 1664 м (гора Чонгтаг), складених пісковиками. На південному заході переважають бархани, на північному сході — піщані гряди складної конфігурації (зокрема великі, такі, що протягуються іноді на 10—13 км, — так звані китові спини), піщані піраміди (висота 150—300 м) та ін. В околицях Такла-Макана є значні площі солончаків.

## Клімат

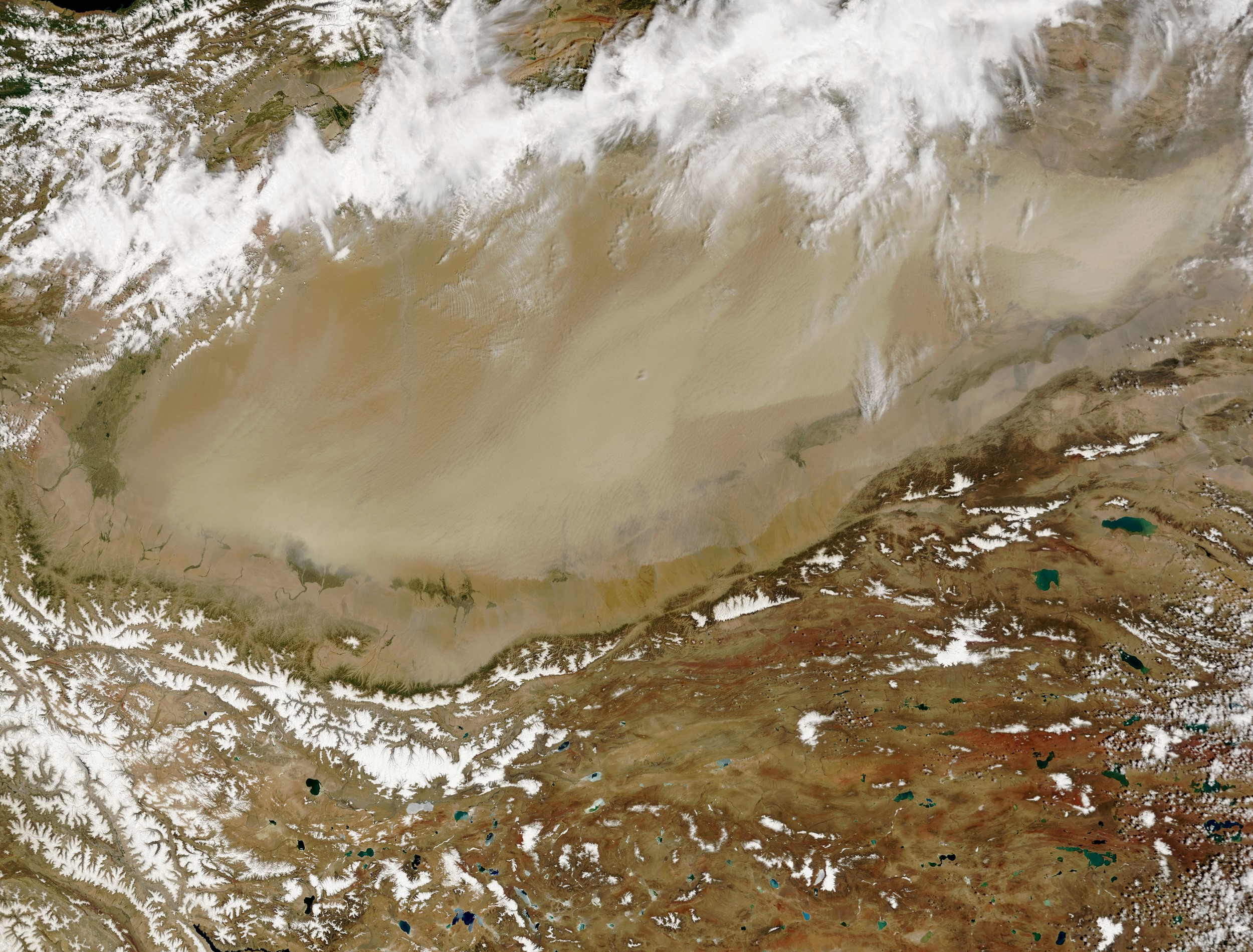
Піщана буря. Вигляд із супутника

Клімат помірно-теплий, різко континентальний, з вкрай низькою (10—50 мм на рік) кількістю атмосферних опадів, хоча у деяких районах може не випадати опадів роками. Літо тут надзвичайно спекотне — температура повітря може перевищувати +50 °C, тоді як взимку температура знижується до −20 °C. Крім того, відзначаються великі добові коливання температури. Такі умови сприяють ерозії, вивітрюванню та транспортуванню осадових матеріалів. Характерна сильна запиленість атмосфери.

## Гідрографія
Річки, що стікають з Куньлуня, проникають углиб Такла-Макана на 100—200 км, поступово вичерпуючись у пісках; тільки річка Хотан перетинає пустелю і влітку доносить свої води до Тариму, Такла-Макана, що протікає західною і північною околицею. 
У 1980-х років, фахівці з Китайської академії наук виявили, що в цій неживій місцевості відбувається аномально високе поглинання вуглекислого газу. Подібні процеси зазвичай спостерігаються над лісами чи водними об'єктами, але для пустелі це нехарактерно. Зацікавившись цим феноменом, учені вирушили на пошуки його причин. Під товщами піску було виявлено колосальні запаси високомінералізованої води, яку можна використовувати для потреб промисловості чи сільського господарства.

## Ґрунти
Ґрунти пустелі Такла-Макан є типовими для аридних регіонів Центральної Азії. Більшість території Такла-Макан вкрита рухомими або слабо закріпленими пісками, що формують еолові відклади у вигляді дюн, барханів та піщаних гряд. Через посушливий клімат і надзвичайно обмежену рослинність, ґрунтоутворення в пустелі практично не відбувається. Тут переважають пустельно-сіро-бурі та слабо розвинені піщані ґрунти, майже позбавлені гумусу (до 0,5 %). В пониженнях рельєфу поширені солончаки — ґрунти з високим вмістом гіпсу, соди, хлоридів і сульфатів. В умовах оаз є штучно зрошувані, частково окультурені ґрунти.

## Рослинний світ
Рослинність зосереджена переважно в оазисах, вздовж русел річок, а також у прируслових заплавах. Водний режим повністю залежить від сніготанення в прилеглих горах. Глибина залягання підземних вод у пониженнях рельєфу (в межах стародавніх дельт) 3—5 м, вони зазвичай важкодоступні для рослин, тому велика частина території позбавлена рослинного покриву й лише в місцях з близьким заляганням ґрунтових вод є рідкісні зарості тамариску, селітрянки, очерету. В околицях пустелі і долинах річок ростуть тополя (туранга), лох, верблюжа колючка, однорічні солянки, саксаул.

## Тваринний світ
Такла-Макан лежить у межах Центральноазійської зоогеографічної області Палеарктичного царства. Тваринне населення цієї пустелі відносно бідне. Однак ендемізм на видовому рівні значний. Ендемічні види є серед гризунів родів Euchoreutes, Salpingotus і Phodopus. Найхарактернішою твариною пустелі є ендемічний для Центральної Азії верблюд двогорбий (Camelus bactrianus). Основу фауни гризунів становлять тушканчикові, зокрема тушкани (Allactaga sibirica, Allactaga bullata), тушканчик мохноногий (Dipus sagittal), тушканчик довговухий (Euchoreutes naso), тушканчик жирнохвостий (Salpingotus crassicauda) тощо. У пустелі поширені також заєць-толай (Lepus tolai), хом'ячок сірий (Cricetulus migratorius), хом'ячок джунгарський (Phodopus sungorus), піщанка велика (Rhombomis opimus), піщанка полуденна (Meriones meridianus), піщанка кігтиста (Meriones unguiculatus). Копитні й хижі ссавці нечисленні й представлені джейраном (Gazella subgutturosa), дзереном (Procarpa gutturosa), вовком (Canis lupus),  лисицею пустельною (Vulpes corsac), тхорем-перев'язкою (Vormela peregusna), котом степовим (Felis libyca). У долинах річок тримається кабан пустельний (Sus scropha davidi).
Серед птахів найчастіше трапляються жайворонки сірий (Calandrella rufescens) і монгольський (Melanocorypha mongolica), горобець саксауловий (Passer ammodendi), кропив'янка пустельна (Silvia nana), пустельна сойка монгольська (Podoces hendersoni), куріпка пустельна (Ammoperdix griseogularis), саджа звичайна (Syrrhaptes paradoxus). На гризунів полюють канюки — курганник (Buteo rufinus) і канюк центральноазійський (Buteo hemilasius). У небі ширяють падальники — стерв'ятник (Neophron percnopterus) і сип білоголовий (Gyps fulvus).
Фоновими видами ящірок у пустелі є ящурки роду Eremias — швидка (Eremias velox), гобійська (Eremias przevalskii), монгольська (Eremias argus) тощо. Звичайними є круглоголовки строката (Phrynocephalus versicolor) і такирна (Phrynocephalus helioscopus), гекончики Alsophylax,  удавчик піщаний (Eryx tataricus), стріла-змія (Psammophis lineolanum), а на схилах пустельних гір — щитомордник звичайний (Gloydius halys).
Ентомофауна представлена типовими пустельними групами комах. Багато видів адаптовані до високих температур і посухи й ведуть нічний спосіб життя. Типова риса — активність уночі. Це чорнотілки, жуки-вусачі, саранові. По берегах пустельних водойм є осередки розмноження сарани перелітної. Численними є мурахи. Наявні також ендемічні види, зокрема чорнотілка Tentyria taklamakanica. З настанням темряви активними стають скорпіони, сольпуги та тарантули.

## Охорона природи
Пустеля Такла-Макан має велике екологічне значення для західної частини Китаю. Тут збереглися рідкісні форми піщаного рельєфу, ендемічні та рідкісні види рослин і тварин, а також водно-болотні угіддя в оазах та дельтах річок. Однак пустеля піддається дедалі більшому антропогенному тиску.
Основними екологічними проблемами пустелі Такла-Макан є: 
- опустелювання і деградація земель, викликані надмірним випасом худоби в оазах, вирубуванням саксаулу та інших пустельних дерев і чагарників, водовідведенням для зрошення та промислових цілей;
- промислове освоєння території (видобування нафти та природного газу), прокладання транспортних магістралей і будівництво інших об'єктів інфраструктури, що місцями призводить до фрагментації природних екосистем, знищення місць проживання диких тварин, забруднення повітря, ґрунтів і води;
- аридизація клімату внаслідок глобального потепління, що погіршує умови існування живих організмів в пустельних екосистемах.

З метою збереження біологічного та ландшафтного різноманіття пустелі Такла-Макан у регіоні створена низка природоохоронних об'єктів, основними з яких є:
- національний заповідник «Лобнор» (східна окраїна Такла-Макану; площа близько 61000 км²; створений у 1986 році для охорони унікального ландшафту солончаків, пустельних екосистем і дельти річки Тарим);
- національний заповідник «Кумтаг» (на межі Такла-Макан і пустелі Кумтаг; площа близько 22000 км²; створений у 2002 році з метою збереження піщаних дюн, рухомих барханів і типових пустельних рослин);
- національний водно-болотний заповідник «Тарим-Хоцзе» (західна окраїна Такла-Макан, у пониззі річки Тарим; створений для охорони природних оазових комплексів, річкової долини та прилеглих заболочених ділянок);
- регіональна природоохоронна територія «Хотан» (створена для охорони долини річки Хотан, яка протікає з Тибетського нагір'я до центральної частини пустелі).

## Населення. Економіка
Постійного населення в пустелі немає, є окремі оази в долинах річок, що стікають з Кунь-Луня. Поблизу південної околиці пустелі, серед пісків — є руїни окремих стародавніх поселень, які були прив'язані до сухих долин.

### Західний маршрут воднотранспортного проєкту Південь-Північ
Китай планує прорити 1000-кілометровий підземний водогін для виведення води з Тибетського плато, найбільшого водного резервуара світу, річки Ярлунг-Цангпо (верхня течія Брахмапутри) у Таримський басейн, розташований у Сіньцзян-Уйгурському автономному районі, для вирощування аграрної продукції. Також уряд КНР оголосив про урядові плани та техніко-економічні обґрунтування будівництва великої греблі для використання гідроелектроенергії та відведення води в інші райони Китаю. Розмір греблі в ущелині Цонпо перевищить розмір греблі «Три ущелини», оскільки передбачено, що така станція буде генерувати 50 000 мегават. Це загрожує відтоком значних обсягів води й падінням її рівня в нижній течії річки з катастрофічними наслідками для тамтешнього численного населення.
Станом на 2016 рік побудовано ГЕС Cángmù та 10 дамб на Брахмапутрі й іще 18 будують, що означатиме подальше зменшення кількості води, яку отримують Індія й Бангладеш.
Друга фаза проєкту водовідведення Дяньчжун включає постачання водою муніципальні заклади, сільськогосподарські та промислові зони Юньнані в посушливі періоди. Передбачено будівництво 300-кілометрового каналу для перекидання щороку до 17 млрд м3 прісної води з Тибету для порятунку ріки Хуанхе, що живить величезну кількість населення Китаю, але критично міліє й втрачає ресурс.
Наразі реалізацію обох зазначених проєктів стримують висока вартість і брак необхідних технологій.

### Транспортне сполучення
У 1992—1995 роках по діагоналі з північного сходу на південь було збудовано Таримське шосе, одну з трьох доріг, задля доступу до нафтогазових родовищ.